# Cleidogona tizoc
Cleidogona tizoc är en mångfotingart som beskrevs av Shear 1972. Cleidogona tizoc ingår i släktet Cleidogona och familjen Cleidogonidae. Inga underarter finns listade i Catalogue of Life.